# 従七位
従七位（じゅしちい）は、日本の位階における位の一つ。正七位の下、正八位の上の位階である。
律令制においては、さらに従七位上と従七位下の二階に分けられた。明治時代初期の太政官制においては上下の別がなくされた。従七位は、神祇官の少史などに相当する。
栄典としての従七位には、イラク日本人外交官射殺事件で殉職した在イラク日本国大使館一等書記官の井ノ上正盛が叙されている。